# Air
Air er en fransk electronica duo. De studerede begge arkitektur på École Nationale Supérieure d'Architecture de Versailles før de startede bandet i 1995. Deres debut EP, Premiers Symptômes, blev efterfulgt af det anmelderroste album Moon Safari, genudgivelsen af Premiers Symptômes, The Virgin Suicides (soundtrack), 10,000Hz Legend, Everybody Hertz, og Talkie Walkie.

## Opstart
Nicolas Godin studerede arkitektur ved École Nationale Supérieure d'Architecture de Versailles, hvorimens Jean-Benoît Dunckel studerede matematik før de formede et band i 1995. Før de grundlagde bandet Air, spillede Dunckel og Godin sammen i et andet band kaldet Orange, med andre såsom Alex Gopher, Xavier Jamaux, og Jean de Reydellet. Disse musikere har efterfølgende lavet remix af numre fra Air.

## Diskografi
- Moon Safari (1998)
- 10 000 Hz Legend (2001)
- Talkie Walkie (2004)
- Pocket Symphony (2007)
- Love 2 (2009)
- Le voyage dans la lune (2012)